# 沓井村
沓井村（くついむら）は、かつて岐阜県揖斐郡にあった村である。
現在の揖斐郡池田町沓井に該当する。
池田郡の村であったが、後に揖斐郡の村となった。

## 歴史
- 1889年（明治22年）7月1日 - 町村制により沓井村発足。
- 1897年（明治30年）4月1日[2] - 大野郡の一部と池田郡が合併して揖斐郡となる。
- 1897年（明治30年）4月1日 - 田中村、粕河原村、脛永村と合併し、養基村発足。同日、沓井村廃止。